# Addison (ligne bleue du métro de Chicago)
Pour les articles homonymes, voir Addison.
Ne doit pas être confondu avec Addison (ligne rouge du métro de Chicago) ou Addison (ligne brune du métro de Chicago).
Addison est une station de la ligne bleue du métro de Chicago située à au nord-ouest du Loop dans la médiane de la Kennedy Expressway. La station se trouve entre les quartiers de Irving Park et Avondale.
Elle fut ouverte en 1970 dans le cadre de la Kennedy Extension de la ligne bleue. 
Après la station Belmont en venant du Loop, le tunnel passe sous voies de l’autoroute John F. Kennedy afin d’en rejoindre la médiane ou elle poursuit sa route vers O'Hare, Addison est la première station de cette jonction construite sur base des plans du cabinet Skidmore, Owings & Merrill sous la direction de Myron Goldsmith. 
772.720 passagers y ont transité en 2008.

## Les correspondances avec le bus
Avec les bus de la Chicago Transit Authority :
- #152 Addison

## Dessertes
| Nord/Ouest              |  |             |  | Sud/Est                  |
| ----------------------- |  | ----------- |  | ------------------------ |
| Irving Park vers O'Hare |  | ligne bleue |  | Belmont vers Forest Park |
| modifier sur Wikidata   |  |             |  |                          |